# Aeros Corporation
Die Aeros Corporation ist ein US-amerikanisches Unternehmen der Luftfahrtindustrie, welches sich auf die Entwicklung und Produktion von Aerostaten sowie Hybrid- und Starrluftschiffen spezialisiert hat.

## Geschichte
Die Ursprünge des Unternehmens gehen zurück auf eine 1981 vom späteren Unternehmensgründer Igor Pasternak an der Nationalen Polytechnischen Universität Lwiw (Ukraine) eingerichtete freiwillige Luftschiffkonstruktions-Arbeitsgemeinschaft. Die Unternehmensgründung erfolgte 1986 als erste privatwirtschaftliche Gesellschaft der Luftfahrtindustrie unter der von Gorbatschow initiierten Perestroika. Seit 1994 hat Aeros seinen Unternehmenssitz in den USA und führt dort auch die wesentlichen Entwicklungs- und Produktionsarbeiten durch. Der in Kalifornien befindliche Luftschiffhangar des Unternehmens gilt mit 30 Meter Länge, 91 Meter Breite und 55 Meter Höhe als einer der größten Holzbauten der Welt.
Im Jahr 2005 gewann Aeros den Zuschlag für ein Leichter-als-Luft-Forschungsprojekt, welches von der DARPA ausgelobt worden war. Seitdem entwickelt und konstruiert das Unternehmen unter dem Projektnamen Aeroscraft den Prototyp eines neuartigen Lastenluftschiffs, welches als Starrluftschiff konzipiert ist. Im Gegensatz zum Unternehmen Cargolifter AG, welches einen ähnlichen Geschäftszweck verfolgte, jedoch im Jahr 2002 Insolvenz anmelden musste, wählt Aeros daher ein technologisch anderes Vorgehen.

## Entwicklungen

### Aeros-40A
- Typ: zweisitziges Prallluftschiff, 1995 vorgestellt
- Das Luftschiff kann an einem Ankermast befestigt werden. Es wird eine Bodenmannschaft von zwölf Personen benötigt. Das Schiff ist mit je zwei Halteleinen am Bug und am Heck ausgerüstet.

Das Luftschiff ist mit zwei Ballonetts, je eins vorn und hinten in der Hülle ausgestattet. Diese haben ein maximales Volumen von je 238 m³ (28 % des Hüllenvolumens) und sind am Boden der Hülle angebracht. Die Ballonetts werden mit je einem elektrischen Ventilator aufgeblasen und besitzen je ein pneumatisch betätigtes federrückgestelltes Luftablassventil. Das Helium-Überdruckventil öffnet bei einem Überdruck von 747 Pa (7,47 mbar = 3 Zoll Wassersäule).

#### Technische Daten
- Gesamtlänge: 37,2 m
- Hüllenlänge: 36,6 m
- größter Durchmesser: 9,5 m
- größtes Volumen: 1700 m³
- Hüllenmaterial: Polyurethan-beschichtes verschweißtes Nylongewebe (7-ply)
- Werbefläche je Seite: (2800 sq ft) (ohne Beleuchtung)
- Leergewicht: 360 kg
- Zuladung: 180 kg
- Heckleitwerk in X-Anordnung aus einem bespannten Aluminiumrahmen
- Die Gondel besteht aus einem aluminiumbeplankten Aluminiumgerüst. An der Gondel ist Ballast angebracht.
- Kabinenlänge: 1,68 m
- Kabinenhöhe: 1,55 m
- Kabinenbreite: 1,60 m
- Fahrwerk: 2 Fahrwerksbeine mit Stoßdämpfern
- Höchstgeschwindigkeit: 68 km/h
- max. Einsatzdauer: 24 h
- Einsatzflughöhe: 0–10.000 ft (0–3048 m)
- max. Steig- und Sinkrate: 2000 ft/min (610 m/min)
- Der Antrieb erfolgt über zwei Limbach L1700-Motoren.
- Höchstleistung: 51 kW bei 3600/min (kurzzeitig)
- Tankkapazität: 83 Liter für etwa 6 Flugstunden
- Steuerung: elektronische Fly-by-wire-Steuerung mit pneumatischen Stellantrieben der Ruder

### Aeros-40BSky Dragon
Die ersten Studien zum 40B wurde 1997 begonnen. Das Typenzertifikat der FAA wurde im Juni 2000 vergeben. Im Januar 2002 vergab das Luftfahrt-Bundesamt die Musterzulassung. 2004 wurde am Schiff mit der Seriennummer 19 auch eine unbemannte Version unter der Bezeichnung Model 40U entwickelt.
- fünfsitziges Prallluftschiff (1 Pilot)
- Gesamtlänge: 43,6 m
- Volumen: 2508 m³
- Ballonetts: 2 × 274,6 m³
- Leitwerk: X-Konfiguration
- Antrieb: 2 × Teledyne Continental IO-240-B, 4-Zylinder mit je 93,2 kW und Dreiblatt-Verstellpropeller (MT-Propeller MT-7-D/LD170-12)
- Höchstgeschwindigkeit: 82 km/h
- Leergewicht: 1914 kg
- Nutzlast: 676 kg

Die Hülle kann von innen zu Werbezwecken beleuchtet werden.
Im Mai 2005 wurde am 20. und 21. Luftschiff vom Typ Aeros-40B gearbeitet.

### Aeros-40C (Projekt)
- 14-sitzig (1 Pilot)
- Gesamtlänge: 90 m

### Aeros-50
- Jungfernflug: 1994
- zweisitzig (1 Pilot)
- Gesamtlänge: 23,93 m
- Volumen: 743 m³